# Hellmut Ehrath

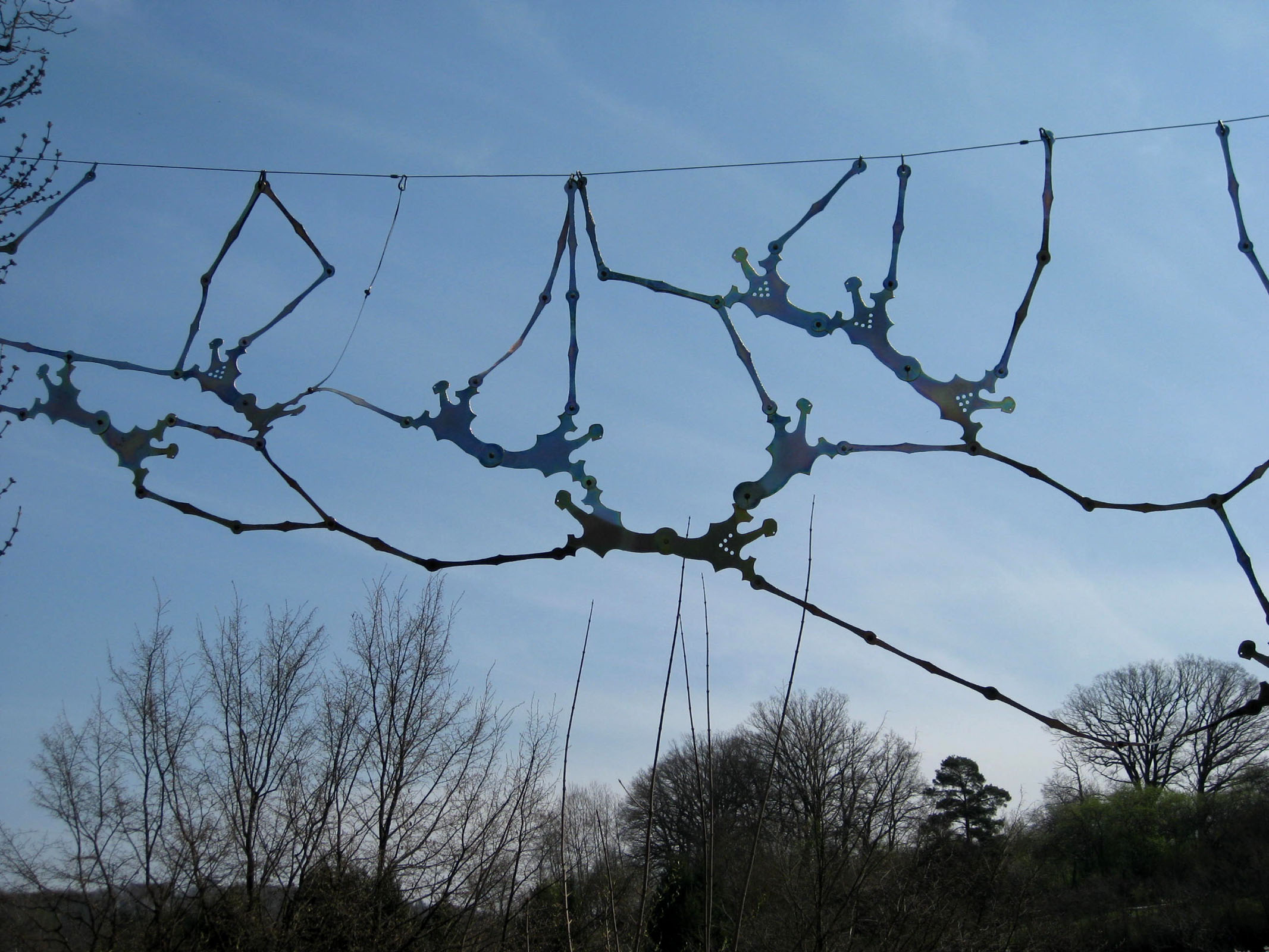
Figurengruppe, 2002, Sindelfingen

Hellmut Ehrath (* 16. August 1938 in Oberndorf am Neckar; † 13. September 2008 in Herrenberg) war ein deutscher Bildhauer und Graphiker.

## Biografie
Ab 1955 machte Hellmut Ehrath nach einer Lehre erste Berufserfahrungen als grafischer Zeichner. Von 1958 bis 1962 studierte er an der Akademie der Bildenden Künste Stuttgart freie Graphik und Malerei bei Rolf Daudert und Manfred Henninger. Danach reiste er vor allem in mehrere Länder des Nahen Ostens und in den Sudan. Von 1962 bis 1978 war er Zeichner und Illustrator medizinischer Trick- und Werbefilme. Ab 1978 arbeitete er als freier Grafiker und Zeichner für verschiedene Fachbuchverlage und Medizinfirmen.
Nach einer Ausbildung als Schweißer von 1977 bis 1978 entstanden in der eigenen Werkstatt große Objekte aus Schrott und Telefonbüchern. Ehrath schuf Aquarelle, Gemälde und Zeichnungen mit Graphit, Feder oder Pinsel. Nach erfolgreichen Teilnahmen bei Wettbewerben zu Kunst am Bau entstanden zahlreiche Kunstwerke im öffentlichen Raum. Waren die früheren Werke der Kunst am Bau noch abstrakt, so zeigte sich ab etwa 1990 der Einfluss der Reisen, die Ehrath auch in viele fernöstliche Länder, nach Nepal, Indien und Afrika gemacht hatte. In Skulpturen, Objekten, Bildern, Zeichnungen und Kalligrafien entwickelte er seine eigene Formensprache zwischen Gegenständlichkeit und Abstraktion.

## Skulpturen im öffentlichen Raum (Auswahl)
- 1983: Satz des Pythagoras, Sindelfingen
- 1985: Archimedes, Sindelfingen
- 1987: Imbus „Rotatus“, Sindelfingen
- 1989: Obelisk und Stele, Herrenberg-Gültstein
- 1990: Walkmen, Figuren am Marktplatz, Vaihingen an der Enz
- 1990: Mineral-Kristall, Böblingen
- 1994: Dreifuß, Herrenberg
- 1994: Seilschaften, Tamm
- 1995: Anatomische Tafel, Rottenburg am Neckar
- 1997: Wünschelrutengänger, Ammerbuch-Poltringen
- 1998: Blauer Stuhl, Herrenberg
- 2000: Pendelschlag, Herrenberg – (Gemeinschaftsarbeit mit Peter Lenk)
- 2004: Alle Richtungen, Gärtringen
- 2009: Erich-Kiefer-Denkmal in Gärtringen
- 2012: Kalligraphische Skulptur, Herrenberg

Quelle:

## Fotos (Auswahl)

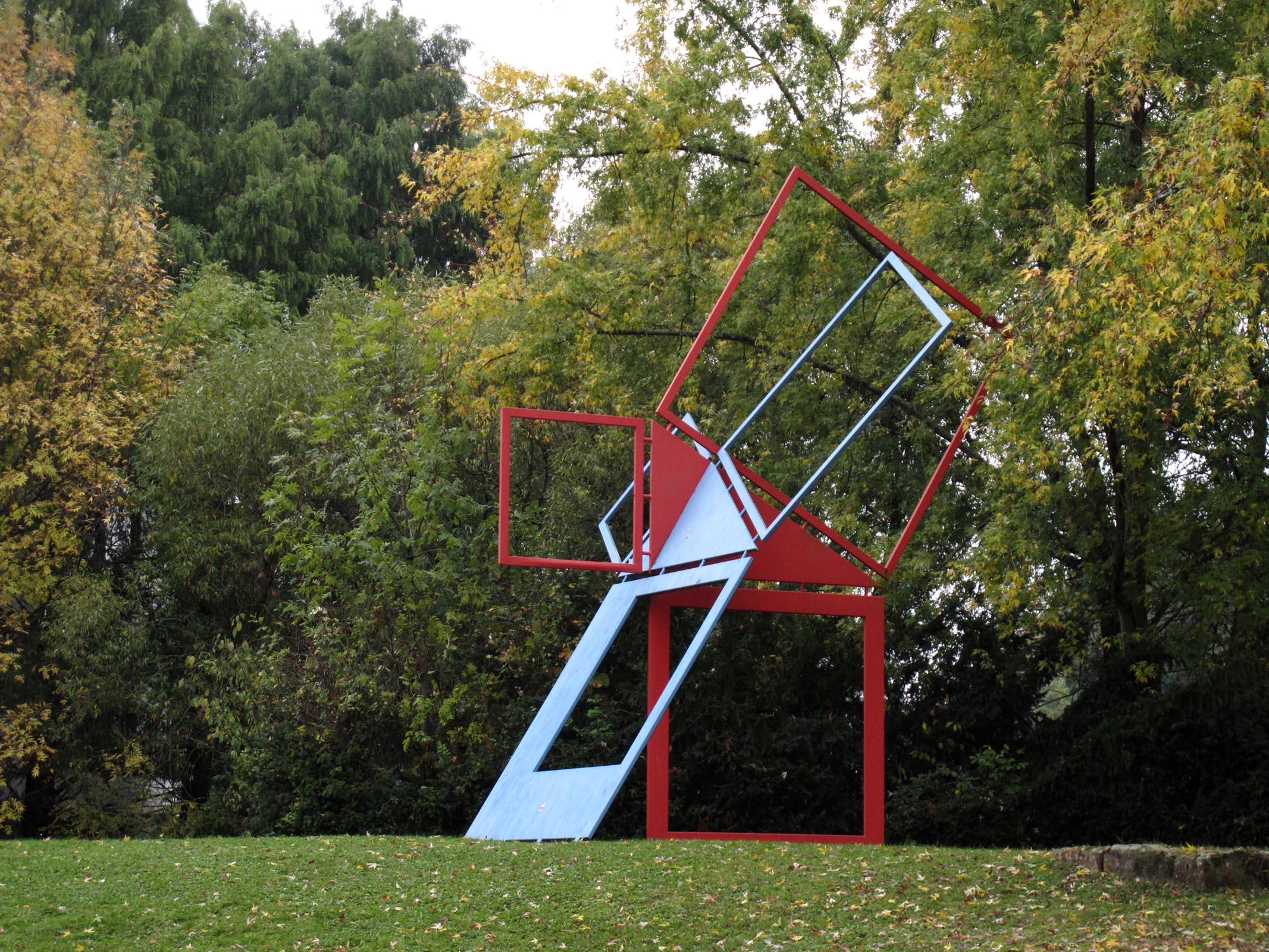
Satz der Pythagoras, 1983
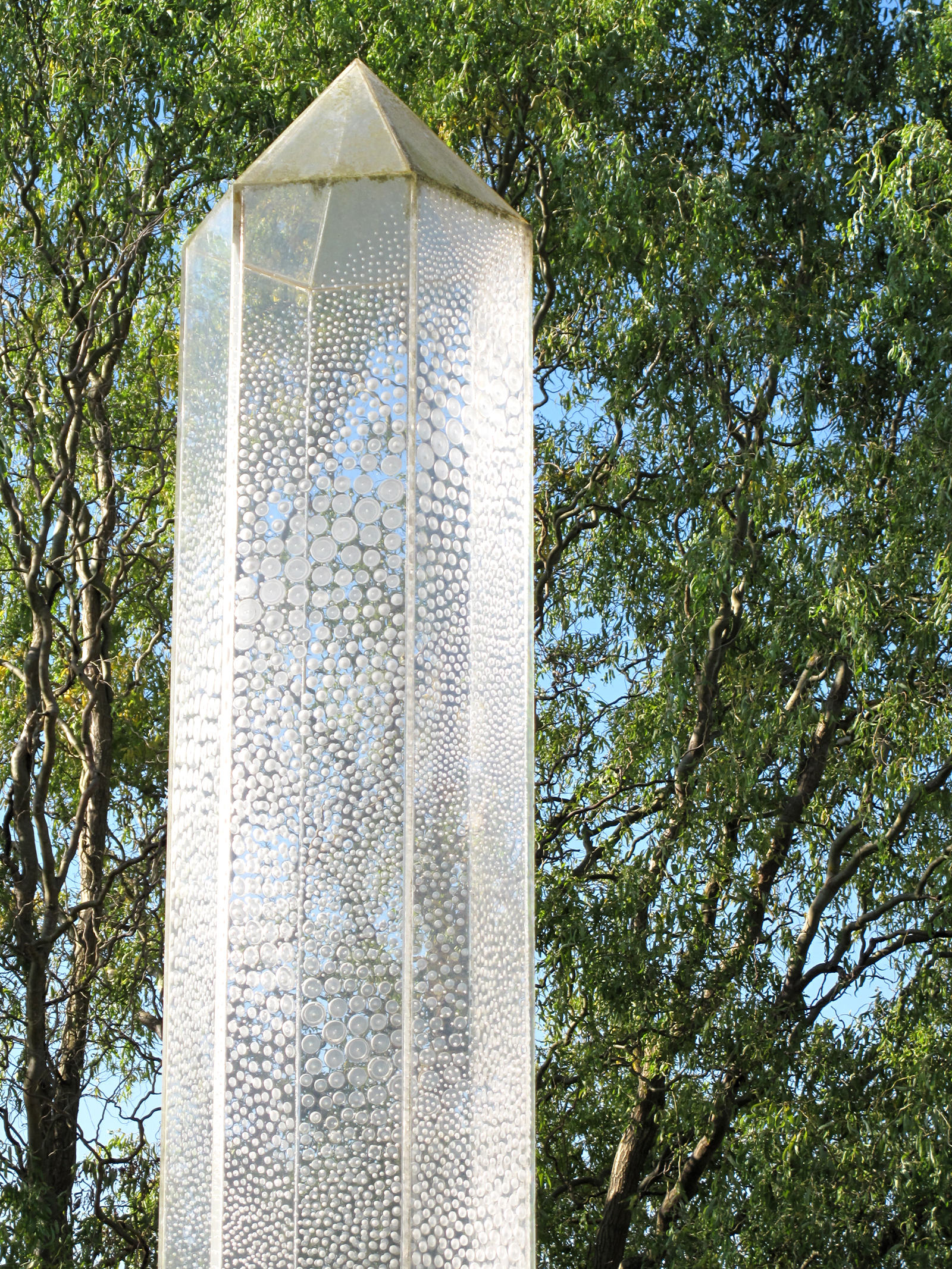
Obelisk (Detail), 1989
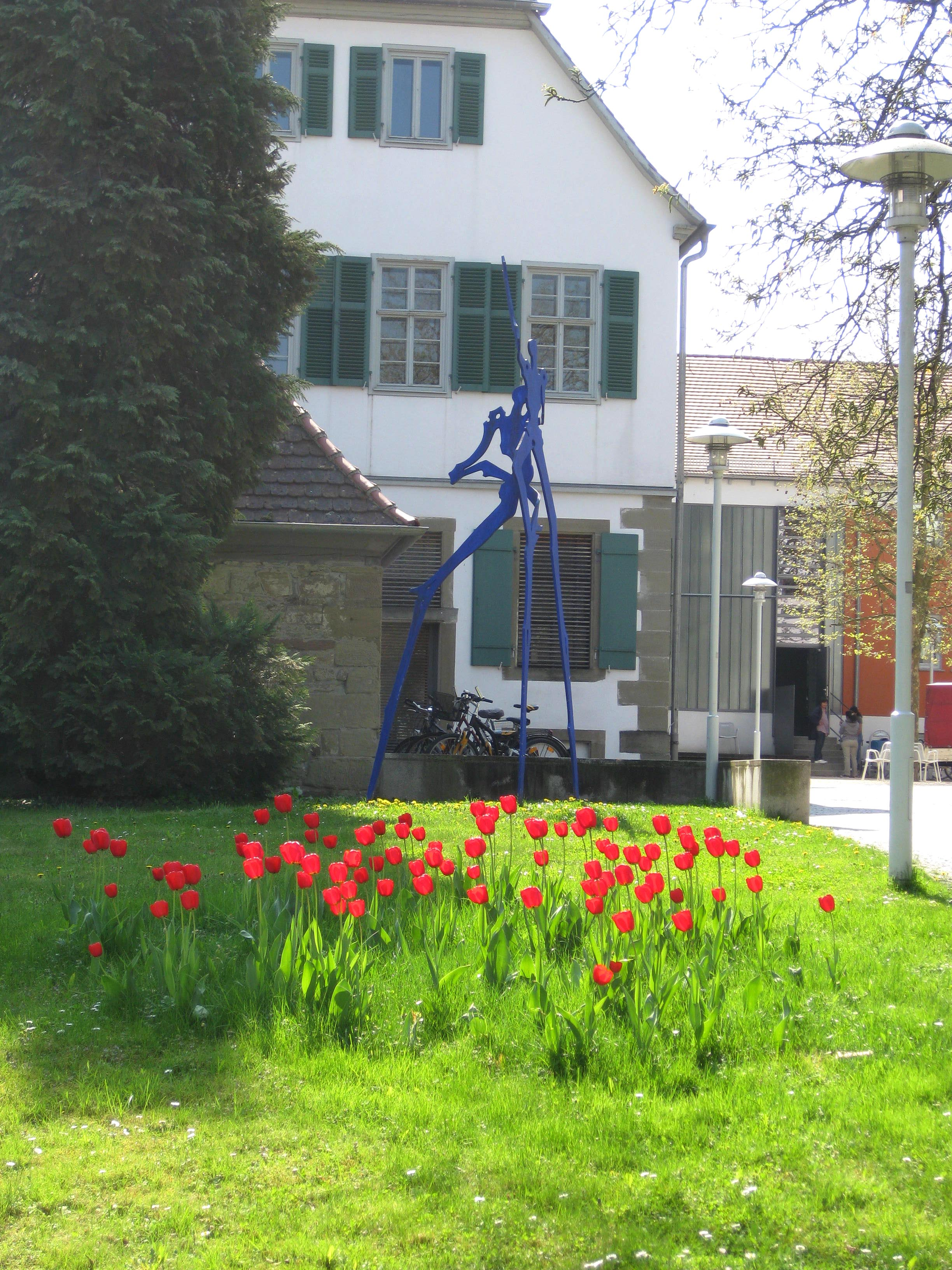
Dreifuß, 1994
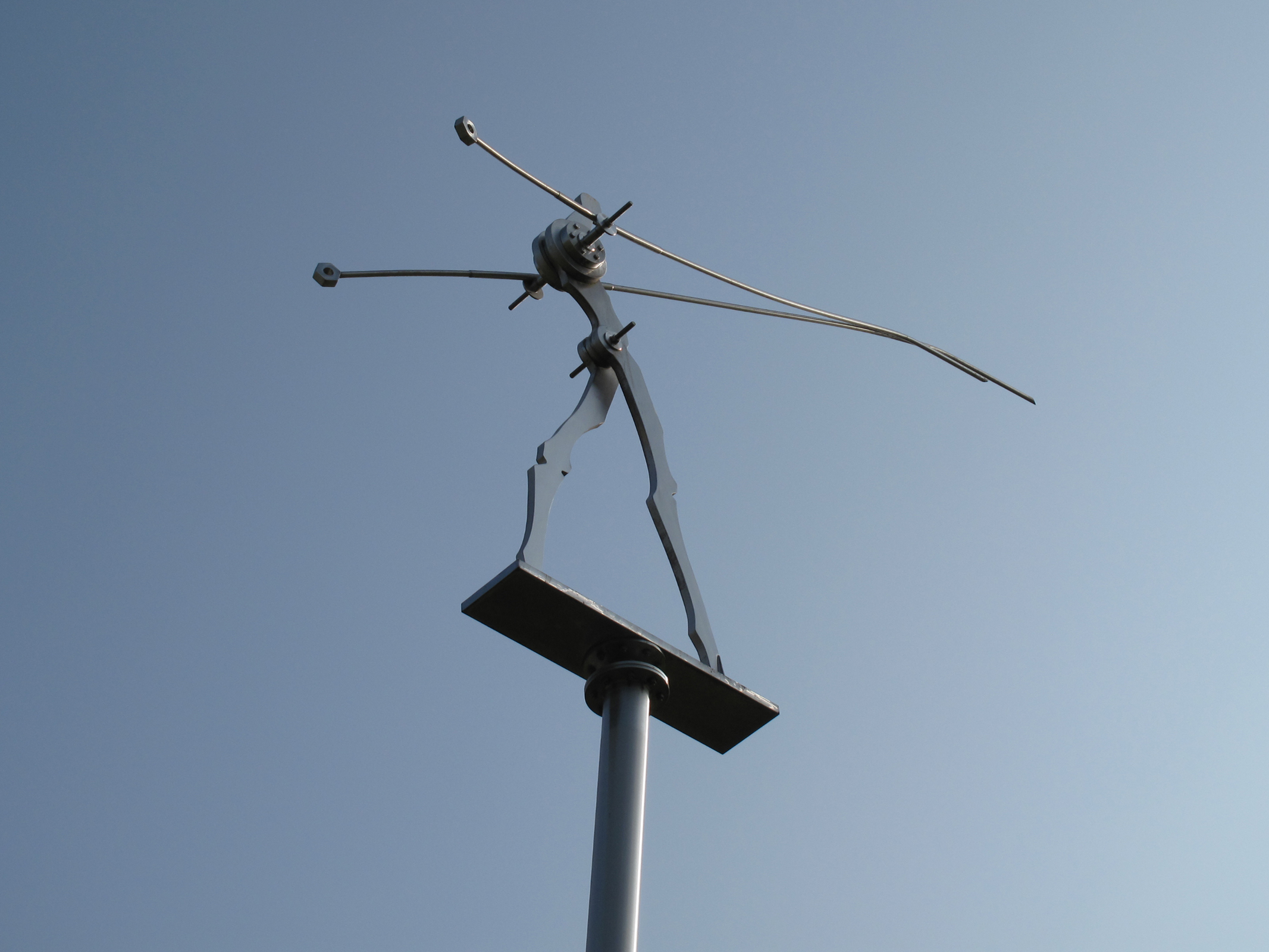
Wünschelrutengänger, 1997
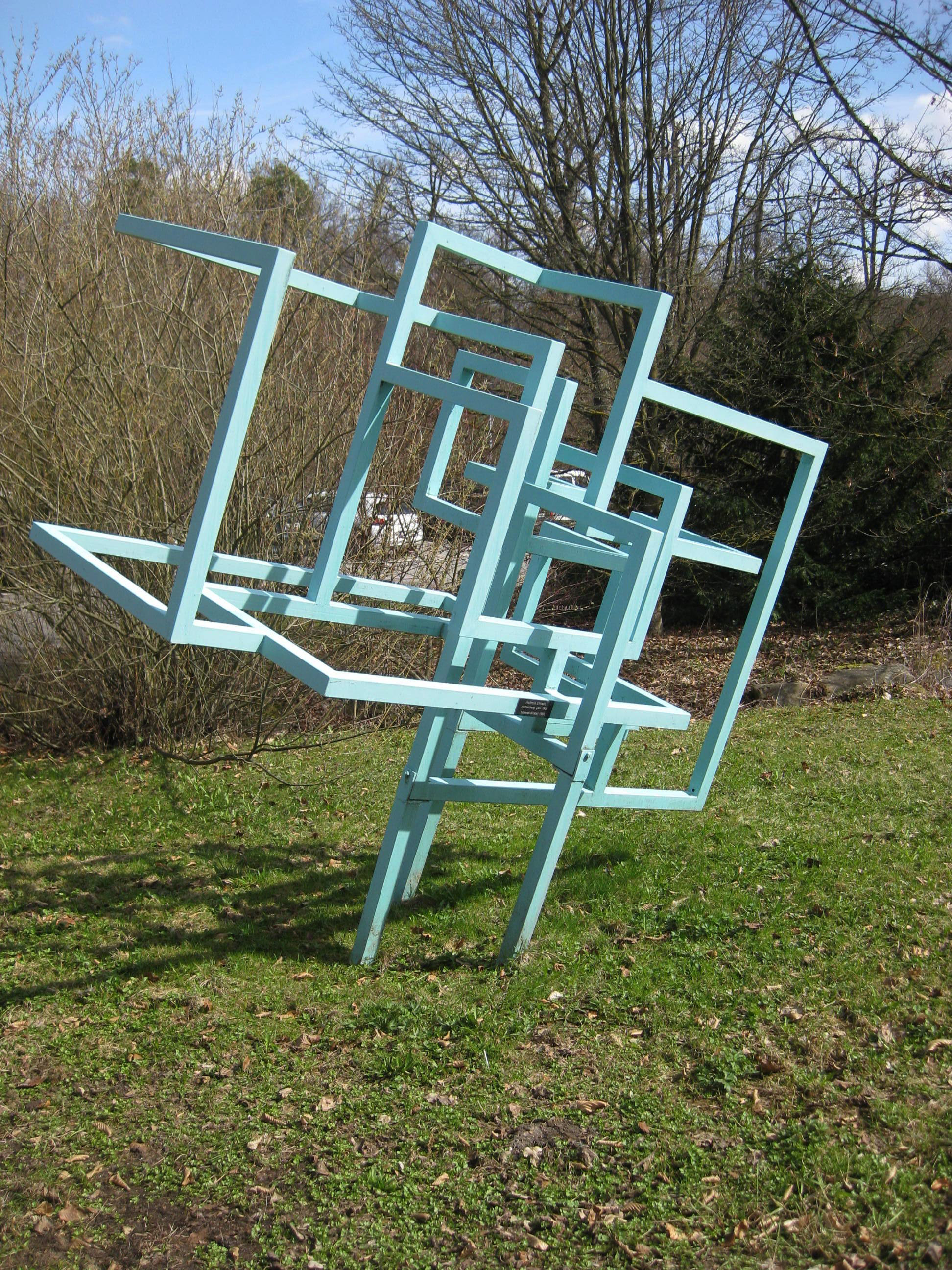
Mineral-Kristall, 1990
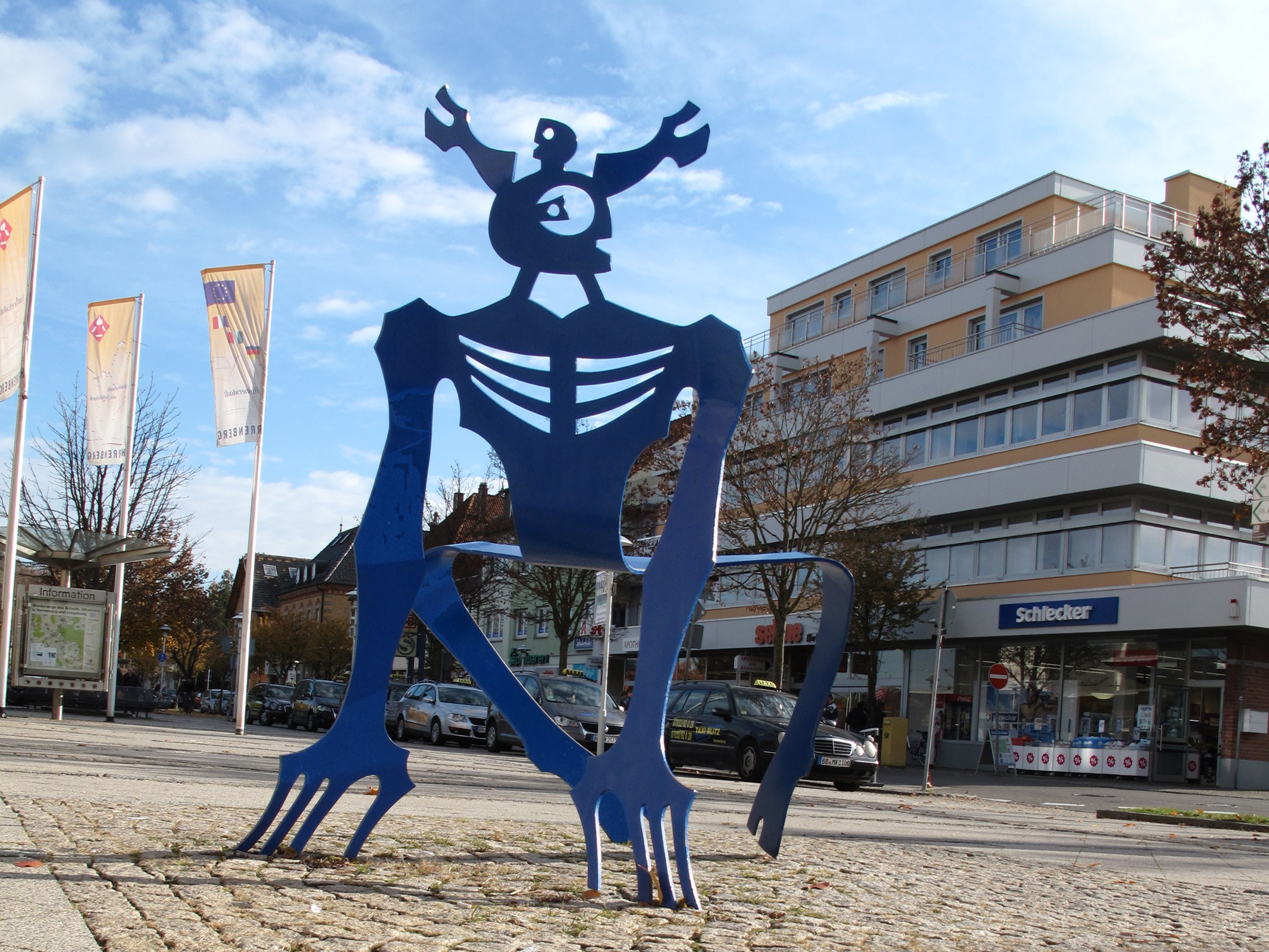
Blauer Stuhl, 1998
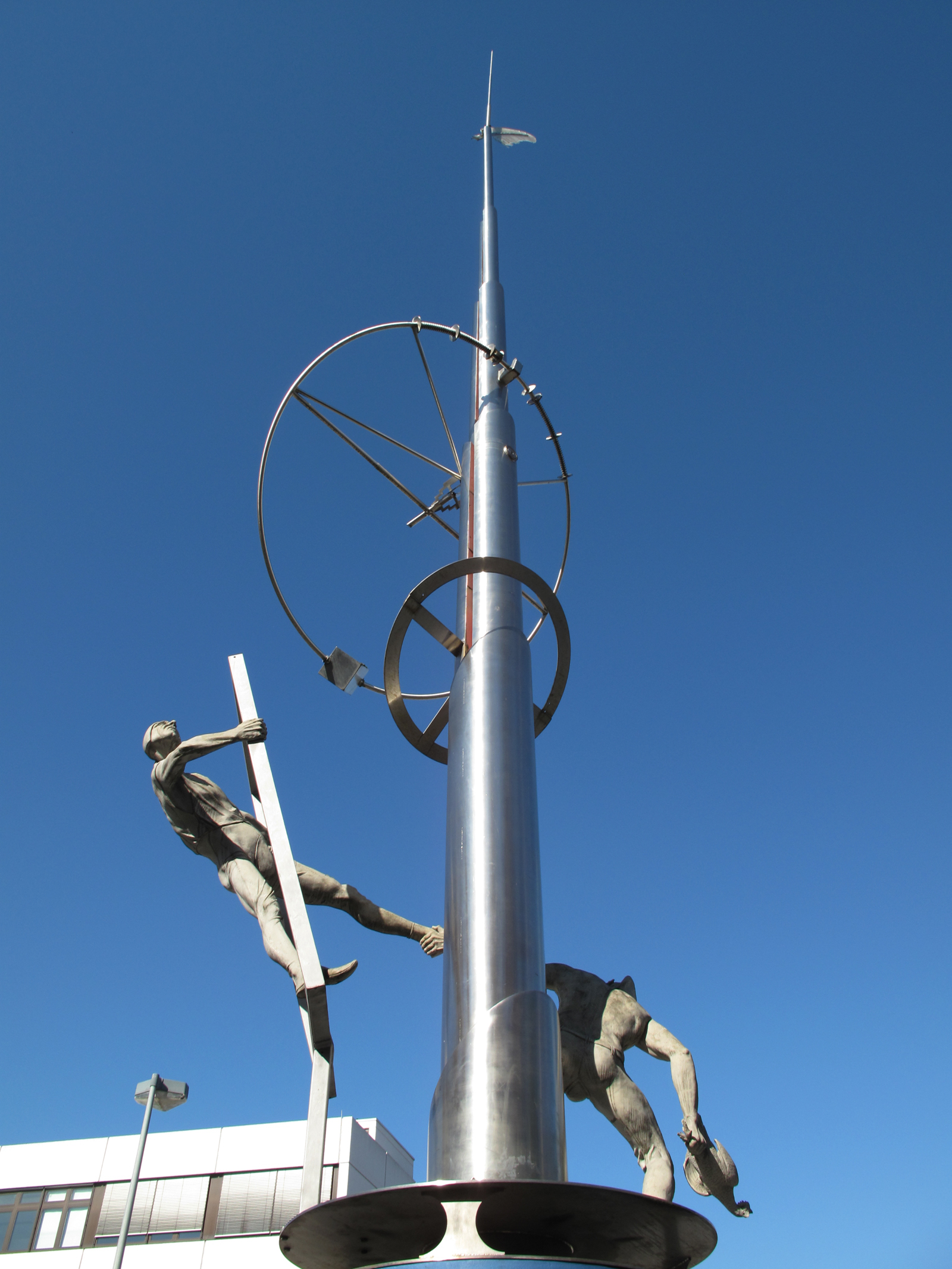
Pendelschlag (Detail), 2000
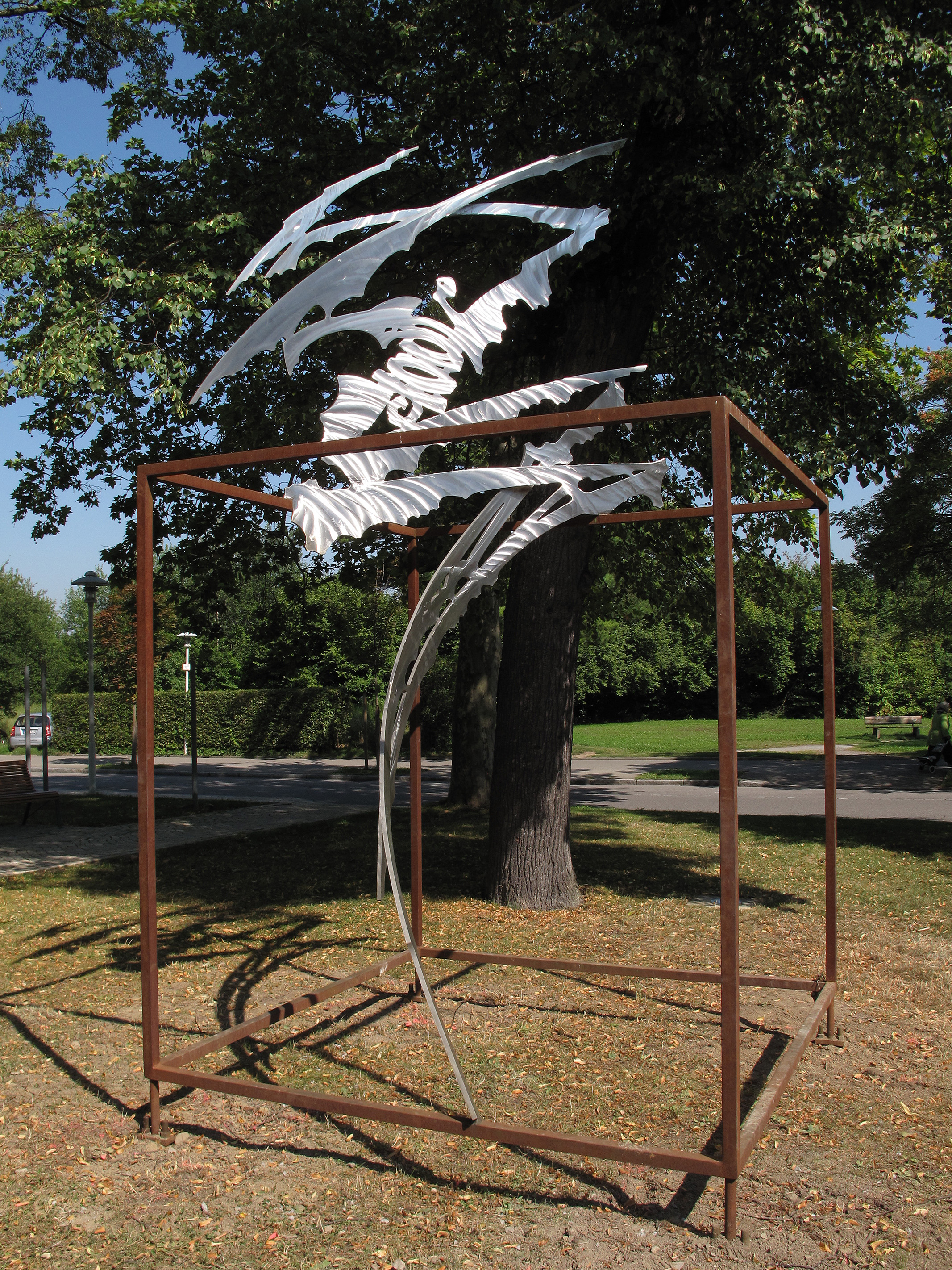
Kallische Skulptur, 2002
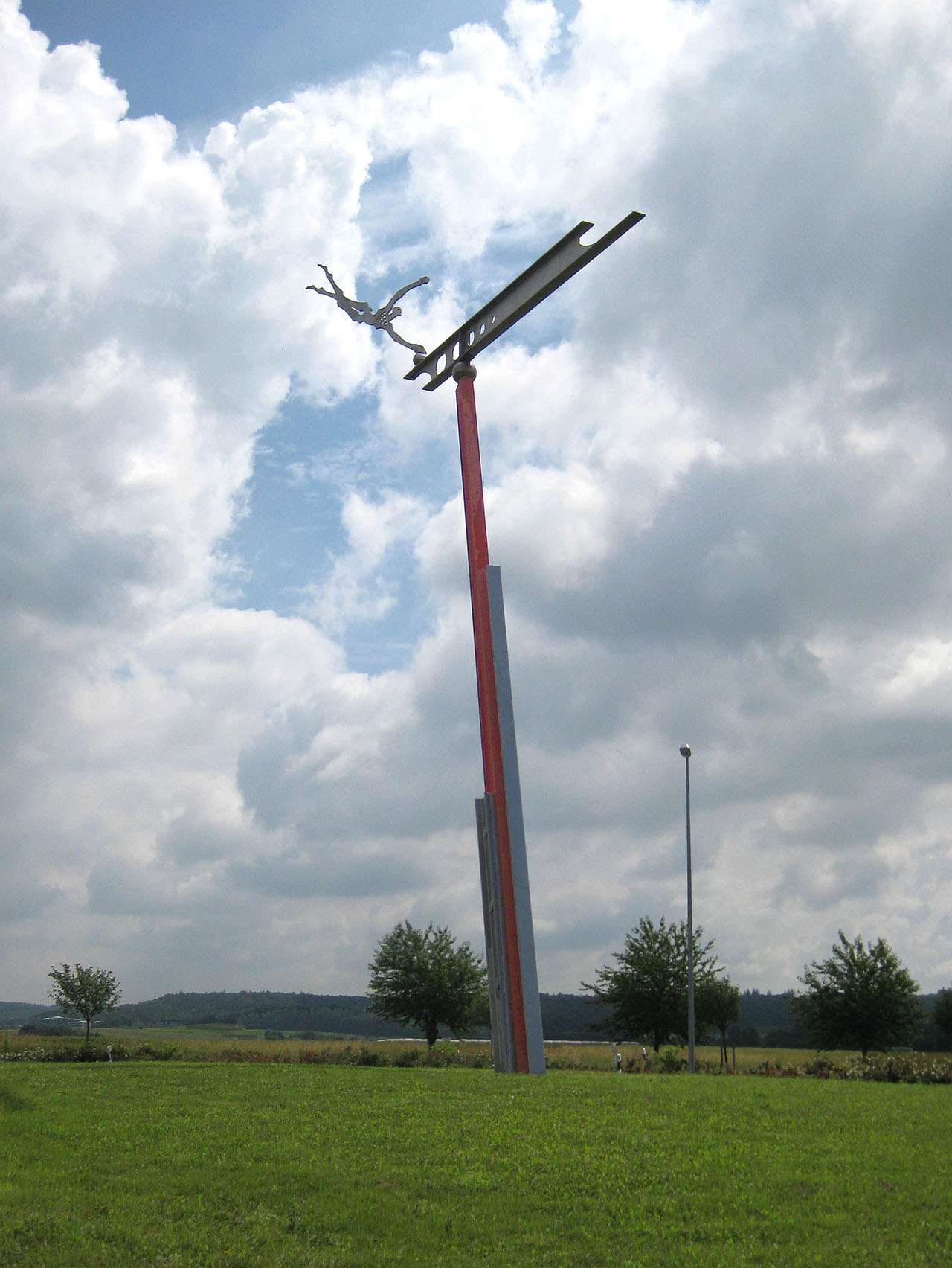
Alle Richtungen, 2004

## Auszeichnungen
- 1975: Bester Trickfilm der Medikinale Köln

## Ausstellungen
- Zwischen 1960 und 2008 hatte Hellmut Ehrath zahlreiche Einzelausstellungen in Deutschland. In derselben Zeit beteiligte er sich auch an Gruppenausstellungen in Deutschland, Frankreich, Italien und Österreich.[3]
- 2010 fand eine Retrospektive im "Kulturzentrum Zehntscheuer Rottenburg" statt.[4]